# Nagy Antal (kanonok, 1842–1906)
Nagy Antal (Csécsény, 1842. január 17. – Győr, 1906. március 24.) római katolikus plébános, apát, székesegyházi kanonok, főesperes.

## Élete
Középiskoláit és a teologiát Győrött végezte. 1866. július 20-án pappá szentelték. Több helyt való káplánkodás után 1869-ben plébános lett Felsőgallán (Komárom megye), 1876-ben pedig Ószőnyben. 1891-ben lett egyházmegyei zsinati vizsgáló, 1892-ben szentszéki ülnök és ugyanazon évben a Szent István Társulat irodalmi és tudományos osztályának tagja. 1898-ban kanonok, 1905-ben címzetes sümegi prépost lett.

## Írásai
Költeményeket, elbeszéléseket és cikkeket írt a Győri Közlönybe (1860. 35. sz. Gyászdal gróf Széchenyi István halálára), a Tanodai Lapokba, Kath. Néplapba, Idők Tanújába s később a Magyar Államba (1870. 281. És csakugyan olyan szegények azok a plébánosok, 1871. 11. sz. Néhány szó a népmunkáról, 1872. 158. sz. A papneveldékről, tekintettel a Szabad egyház közleményeire).

## Munkái
- Szivhangok, vagy ujévi, név- és születésnapi s egyéb alkalmi üdvözletek, kötött és kötetlen alakban. Győr, 1865. (Vargyas Endrével együtt. 2 kiadás. Bpest, 1883.).
- Igaz-e, hogy Deák Ferencz eladta a hazát ? Beszéd, melyet a tatai Deák-kör alakító gyűlésén mondott. Pest, 1869.
- Az iskolamester leánya. Társadalmi regény. Hahn Ida grófnő után ford. Budapest, 1874. Két kötet.
- Elemi katekizmus gyermekversekben. Kezdők könnyebb betanítására. Bpest, 1875.
- A katekizmus nefelejts-számai. Hasznos emlékkönyvecske kath. gyermekek számára. Bpest, 1875. (2. kiadás. Bpest, 1888.)
- Hitelemzés példákban, vagyis a kath. hit- és erkölcstan rövid foglalata nagy választékú idézetek-, történetek-, elbeszélések-, példák-, példázatok- s hasonlatokkal megvilágítva. Gyakorlati segédkönyv egyházi szónokok, hitelemzők, gyóntatók, tanítók s nevelők számára, nemkülönben épületes olvasmánytár a kath. családok részére. Bpest és Komárom. Három kötet, öt részben. (I. Az ember rendeltetéséről és végczéljáról. A hitről. Az apostoli hitvallásról. Bpest. 1876., 4. jav. és bőv. kiadás. Komárom, 1884. II. A parancsolatokról. Bpest, 1881-82. Két rész. III. A malaszt eszközökről. Bpest, 1886. Két rész. Ezen munkáját a budapesti egyetem hittani kara a Horváth-féle alapból 400 frt jutalom-dijjal tüntette ki).
- A katholikus hitoktatók kézikönyve, vagyis: a katekizmus könnyen felfogható elméleti magyarázata háttérrel. Iskolai és templomi használatra a legjelesebb szakmunkák nyomán kidolgozta. Győr, 1896-99. Három kötet. (I. Az ember rendeltetéséről és végczéljáról. A hitről 1896., II. A parancsolatokról 1897. III. A malaszt eszközökről, 1899. Ism. Kath. Szemle 1896.).
- Lelki mindennapi kenyér, melyet imádságok, lelki olvasmányok és szent énekek alakjában a katholikus hívek lelki táplálására nyujt. Komárom, 1889. Három képpel. (Elektronikus elérhetőség)
- Égi ösvény a szentek nyomdokain. Példákban oktató imádságos és énekes könyv mindkét nemű katholikusok számára. Bpest, 1895.

Szerkesztette és kiadta a Borromaeus c. egyházszónoklati folyóiratot.